# 拉斐爾·卡爾德拉
拉斐尔·安東尼奧·卡尔德拉·罗德里格斯（西班牙語：Rafael Antonio Caldera Rodríguez，西班牙語發音：[rafaˈel anˈtonio kalˈdeɾa roðˈɾiɣes]；1916年1月24日—2009年12月24日）是第54任和第60任的委內瑞拉總統。

## 生平
拉斐尔·卡尔德拉生于委內瑞拉亚拉奎州首府圣费利佩，早年失父，由姨父托马斯·利斯卡诺养大成人，後在委内瑞拉中央大学政治学系毕业，并获得法学学士、政治学博士学位:51。他学生时期是罗马天主教青年运动领导人。1932年—1934年任天主教青年会中央理事会记。1936年创建全国学生联盟。1941年当选为众议员。1945年，罗慕洛·贝坦科尔特推翻伊薩亞斯·梅迪納·安加里塔政权，卡尔德拉随即获贝坦科尔特任命为共和国总检察长，但因为与贝坦科尔特政见不合，于1946年辞职。1946年1月与路易斯·埃雷拉·坎平斯一起创建独立选举政治组织委员会（又称基督教社会党），1947年，他代表基督教社会党参加当年举行的总统大选，但不敌羅慕洛·加列戈斯。1948年—1968年任该党总书记。1957年因反对马科斯·佩雷斯·希门尼斯的独裁统治而流亡纽约，1958年，希门尼斯被推翻后，卡尔德拉得以回国。1959年—1961年任众议院议长兼副总统。1964年—1969年任美洲天主教民主组织主席。
1969-1974年，基督教社会党第一次执政，卡尔德拉出任总统。任内采取了一系列民族主义和缓和国内矛盾的措施，如提高石油价格，废除美委不平等的通商条约，积极推动拉美经济一体化运动，继续进行土地改革等。
1976年1月当选为基督教社会党全国委员会委员后任党的最高领袖。1980年—1983年任各国议会联盟理事会主席。1982年3月起任联合国和平大学第一届理事会主席。1993年因政见分歧被基督教社会党开除出党。卡尔德拉遂创建“全国联盟”，参加1993年12月的大选获胜，1994年2月2日宣誓就职，在第二个任期內，卡尔德拉试图缓和社会矛盾，赦免了因参加军事政变入狱的军人，其中也包括他的继任者烏戈·查維斯。
2009年12月24日，卡尔德拉在加拉加斯逝世，享年93岁。

## 卡尔德拉社会主义
“卡尔德拉社会主义”是指卡尔德拉奉行的基督教社会主义理念。卡尔德拉在其著作《基督教民主主义的特点》中提出，历史的本质在于精神，而基督教民主主义则以天主教教义为哲学基础。他认为，基督教民主主义者的历史观是基于精神而非物质，维护人的尊严是其政治理想的核心。此外，他主张共同利益优先，强调社会和谐运转、人际及阶级之间的和平与友爱。卡尔德拉认为，政治本质上是伦理问题，政治行动应遵循道德准则。他还提出社会可以不断完善，反对认为经济是社会发展的决定因素，也不认同历史事件的必然性，批评马克思主义的唯物史观为宿命论。他提倡建立“共有制社会”，核心在于构建新型的社会关系，强调“兄弟般的联合、真诚合作、互相关怀”，以实现共同利益。卡尔德拉推崇“完全的民主”，即以个人尊严为基础的民主，多元制和参与性的民主形式。在经济上，他主张建立共有制经济以缩小阶级差距，支持多种所有制形式共存，鼓励共有制部门的发展。他反对暴力，提倡通过政治斗争实现社会变革，强调和平、建设性和创造性的革命。他承认阶级和阶级斗争的存在，以及全球不公正和不平等的现象，主张进行“革命”，但强调和平解决，反对阶级之间的敌视和消灭。在国际事务上，卡尔德拉主张社会正义原则，要求富国和强国承担更多责任，帮助弱国和贫国发展，并致力于建立国际经济新秩序。他提倡走第三条道路，改革资本主义结构，完善现有制度，使其更好地履行使命。在1969年—1974年任总统期间，卡尔德拉推行了土地改革、国有化和工业化，将外资石油、天然气和铁矿收归国有，保护本国经济，促进民族工业发展。卡尔德拉执政后，还允许左翼政党合法活动并与其对话。